# Gharb-Chrarda-Béni Hssen
Gharb-Chrarda-Béni Hssen er en tidligere region i det nordlige Marokko, med et indbyggertal på 1.859.540 mennesker (2. september 2004), på et areal af 8.936 km² . Regionens administrative hovedby er Kénitra. I 2015 blev den en del af regionen Rabat-Salé-Kénitra

## Administrativ inddeling
Regionen er inddelt i to provinser:
- Kénitra, Sidi Kacem

## Større byer
Indbyggertal ifølge folketællingen 2. september 2004.
- Kénitra (359.142)
- Sidi Slimane (78.060)
- Sidi Kacem (74.062)
- Ouezzane (57.972)
- Souk El Arbaa (43.392)

## Eksterne kilder og henvisninger
1. ↑  Recensement général de la population et de l'habitat de 2004 Arkiveret 1. maj 2015 hos  Wayback Machine, Haut-commissariat au Plan, Lavieeco.com, set 28 september 2012

34°14′N 6°33′V / 34.233°N 6.550°V